# Campionati del mondo di ciclismo su pista 2013 - Corsa a punti maschile
La corsa a punti maschile ai Campionati del mondo di ciclismo su pista 2013 si svolse il 22 febbraio 2013 su un percorso di 160 giri, per un totale di 40 km/h con sprint intermedi ogni 10 giri. La vittoria andò al britannico Simon Yates, che concluse il percorso con il tempo di 48'13"039 alla media di 49,774 km/h.
Partenza con 19 ciclisti di federazioni diverse dei quali 15 completarono la gara.

## Podio
| Pos.    | Atleta            | Nazionalità   |
| ------- | ----------------- | ------------- |
| Oro     | Simon Yates       | Gran Bretagna |
| Argento | Eloy Teruel       | Spagna        |
| Bronzo  | Kirill Sveshnikov | Russia        |

## Risultati
| Posizione | Atleti                | Nazione       | Punti sprint | Punti giro | punti totali |
| --------- | --------------------- | ------------- | ------------ | ---------- | ------------ |
| 1         | Simon Yates           | Gran Bretagna | 15           | 20         | 35           |
| 2         | Eloy Teruel           | Spagna        | 14           | 20         | 34           |
| 3         | Kirill Sveshnikov     | Russia        | 10           | 20         | 30           |
| 4         | Milan Kadlec          | Rep. Ceca     | 10           | 20         | 30           |
| 5         | Stefan Küng           | Svizzera      | 7            | 20         | 27           |
| 6         | Andreas Graf          | Austria       | 23           | 0          | 23           |
| 7         | Henning Bommel        | Germania      | 20           | 0          | 20           |
| 8         | Angelo Ciccone        | Italia        | 19           | 0          | 19           |
| 9         | Thomas Boudat         | Francia       | 18           | 0          | 18           |
| 10        | Kenny De Ketele       | Belgio        | 13           | 0          | 13           |
| 11        | Alex Edmondson        | Australia     | 10           | 0          | 10           |
| 12        | Jesper Morkov         | Danimarca     | 7            | 0          | 7            |
| 13        | Wojciech Pszczolarski | Polonia       | 5            | 0          | 5            |
| 14        | Pavel Gatskiy         | Kazakistan    | 3            | -20        | -17          |
| 15        | Raman Ramanau         | Bielorussia   | 2            | -60        | -58          |
| -         | Wim Stroetinga        | Paesi Bassi   | 0            | 0          | DNF          |
| -         | Vladimir Tuychiev     | Uzbekistan    | 0            | −20        | DNF          |
| -         | Amrit Singh           | India         | 0            | −40        | DNF          |
| -         | Mykhaylo Radionov     | Ucraina       | 0            | −40        | DNF          |

DNF = Prova non completata